# Edukacyjna Fundacja im. Romana Czerneckiego
Fundacja EFC pełna nazwa: Edukacyjna Fundacja im. Romana Czerneckiego – niezależna, niedochodowa organizacja pozarządowa, działająca na rzecz budowy silnej demokratycznej wspólnoty. Realizuje tę misję, wspierając finansowo i organizacyjnie rozwój sektora społecznego w Europie Środkowowschodniej oraz promując edukację humanistyczną, kulturalną i obywatelską.

## Cele i działalność
Fundacja EFC została założona w 2009 roku przez polskiego przedsiębiorcę i filantropa Andrzeja Czerneckiego. Inspiracją do jej utworzenia były działania jego ojca — społecznego innowatora i pedagoga, Romana Czerneckiego, który został patronem Fundacji. 
Na początku działalność Fundacji ukierunkowana była na wyrównywanie szans edukacyjnych w Polsce oraz promowanie innowacyjnych rozwiązań w nauczaniu. 
Sztandarowym projektem Fundacji od początku jej istnienia jest program “Horyzonty” (wcześniej “Marzenia o Nauce”) w ramach którego organizacja przyznaje stypendia zdolnym uczniom z małych miejscowości w całej Polsce, by mogli ukończyć najlepsze licea lub technika. Podczas trwania stypendium zapewnia im wsparcie finansowe pokrywające wydatki edukacyjne, ale także wspiera rozwój ich zainteresowań pozaszkolnych oraz dba o rozwój kompetencji społecznych. Do końca 2024 program “Horyzonty” objął wsparciem 1045 uczniów i uczennic. Od 2016 program współfinansowany jest przez Fundację Rodziny Staraków.
Przy wsparciu merytorycznym i finansowym fundacji działa, jako niezależna organizacja, Stowarzyszenie Alumni EFC i FRS. 
W latach 2017-2023 roku, we współpracy z Fundacją Szkoła z Klasą, Fundacja EFC realizowała program grantowy “Edukacja Inspiracja” wspierający nauczycieli z małych miejscowości w realizacji innowacyjnych projektów edukacyjnych z uczniami.
W latach 2018-2023 Fundacja przyznawała Nagrodę im. prof. Romana Czerneckiego za wybitne publikacje naukowe i popularnonaukowe w dziedzinie edukacji, promujące refleksję nad współczesnym systemem edukacyjnym.
Od 2018 roku, wspólnie z Polską Radą Biznesu, Fundacja przyznaje również Nagrodę im. Andrzeja Czerneckiego za wyróżniającą się działalność społeczną i filantropijną dla osób i organizacji ze środowiska biznesu. 
W 2022 roku Fundacja uruchomiła program Philanthropy for Impact we współpracy z międzynarodową organizacją Ashoka, mający na celu wspieranie innowacyjnych działań filantropijnych i zachęcanie do aktywności filantropijnej przedsiębiorstw i osób w regionie Europy Środkowej i Wschodniej.
Od 2021 roku Fundacja współpracuje z Muzeum Sztuki Nowoczesnej w Warszawie przy programie "Formy podstawowe", dostarczając uczniom w całej Polsce dzieła sztuki i narzędzia, przygotowane przez artystów z całego świata. Uczniowie doświadczają i tworzą sztukę współczesną, formując nawyk uważnego obserwowania świata i jego kreatywnego kształtowania. Za to działanie w 2024 roku Fundacja EFC została nagrodzona Doroczną Nagrodą Ministra Kultury i Dziedzictwa Narodowego w kategorii Mecenas Kultury.

W 2024 roku prezesem Fundacja EFC został historyk idei Igor Czernecki, syn Andrzeja Czerneckiego. Pod jego kierownictwem Fundacja EFC poszerzyła zakres aktywności. Finansuje rozwój projektów i organizacji społecznych angażujących się w działania na rzecz wzmacniania demokracji oraz promowanie edukacji humanistycznej, kulturalnej i obywatelskiej.

## Filozofia działania
Fundacja EFC w swojej filozofii działania odwołuje się do wartości liberalnych i republikańskich - wolności, równości, partnerstwa, odpowiedzialności za dobro wspólne, samodzielnego krytycznego myślenia, dyskusji i współdziałania. Inspiruje się myślą filozofów takich jak Alexis de Tocqueville i Hannah Arendt.

## Źródła finansowania
Fundacja EFC finansuje bieżącą działalność ze środków własnych, pochodzących z funduszu żelaznego, utworzonego przez założyciela Fundacji, Andrzej Czerneckiego, który przekazał na jego rzecz większość swojego prywatnego majątku. Fundacja jest też wspierana przez inne prywatne fundacje. Fundacja nigdy nie była beneficjentem środków publicznych.